# Học Giáp

Vị trí tại Đài Nam

Học Giáp (tiếng Trung: 學甲區; bính âm Hán ngữ: Xuéjiǎ Qū; bính âm thông dụng: Syuéjiǎ Cyu) là một khu (quận) của thành phố Đài Nam, Trung Hoa Dân Quốc (Đài Loan). Địa hình Học Giáp khá bằng phẳng tuy nhiên đất đai lại bị nhiễm mặn do nằm gần biển. Diện tích của quận là 53,9919 km², dân số vào tháng 8 năm 2011 là 27.664 người thuộc 9.580 hộ gia đình, mật độ cư trú là 512,4 người/km².